# Heterocyprideis sorbyana
Heterocyprideis sorbyana är en kräftdjursart som först beskrevs av T. R. Jones 1857. Enligt Catalogue of Life ingår Heterocyprideis sorbyana i släktet Heterocyprideis och familjen Cytherideidae, men enligt Dyntaxa är tillhörigheten istället släktet Heterocyprideis och familjen Neocytherideidae. Arten är reproducerande i Sverige. Inga underarter finns listade i Catalogue of Life.